# Domenico Cardini
Domenico Cardini (Pietrasanta, 28 gennaio 1913 – Firenze, 8 settembre 1997) è stato un architetto italiano.

## Biografia
Nato a Pietrasanta nel 1913, Domenico Cardini si iscrisse nel 1932 alla Scuola superiore di architettura di Firenze, dove si laureò nel 1938. Dal 1938 al 1941 fu assistente volontario alla cattedra di composizione architettonica tenuta da Raffaello Brizzi, nella neonata Facoltà di architettura di Firenze, dove proseguirà la sua carriera nel dopoguerra. Alla stessa cattedra fu assistente di Giovanni Michelucci e di Giuseppe Giorgio Gori, finché conseguì la libera docenza nel 1951. Nel 1953 divenne assistente incaricato di Adalberto Libera e nel 1962 prese il suo posto nei corsi di composizione. Nel 1963 risultò tra i primi tre classificati al concorso per la cattedra di elementi di architettura e rilievo dei monumenti dell'Istituto universitario di architettura di Venezia e venne nominato professore di ruolo di disegno dal vero e direttore dell'istituto di disegno nella facoltà fiorentina.
Nonostante l'evolversi dell'attività didattica e le frequentazioni nell'ambiente universitario fiorentino, continuò a rimanere legato alla Versilia, dove avviò la carriera di progettista realizzando le prime opere, molte in collaborazione con gli architetti Franco Mazzucchi e Ilo Dati. Partecipò a vari concorsi vincendo, in collaborazione, quelli per i piani di ricostruzione di Empoli (1945), Terranuova Bracciolini (1946) e per il centro di Livorno (1947); si classificò secondo nei concorsi per il Ponte di Mezzo a Pisa (1947), per il piano regolatore di Lido di Camaiore (1948), per la costruzione di case minime a Firenze (1951) e per l'INA Casa di via del Palazzo dei Diavoli a Firenze (1952).
Nel contempo tenne conferenze e pubblicò saggi e studi su varie riviste di settore e quotidiani locali, manifestando particolare dedizione alle tematiche socio-urbanistiche dell'architettura moderna, ma anche dei tessuti edilizi storici. Partendo dall'analisi dei nuclei abitativi minori dell'alta Versilia, nati come aggregati non progettati, partecipò come membro della Commissione toscana, insieme a Giovanni Michelucci e Edoardo Detti, alla IX Triennale di Milano nella sezione dedicata all'architettura spontanea.
Nel triennio 1977-1979 fu preside della Facoltà di architettura a Firenze e dal 1979 al 1993 delegato del rettore per l'edilizia universitaria. Negli stessi anni ricoprì prestigiose cariche e ricevette le più alte onorificenze nell'ambito delle maggiori istituzioni culturali del suo tempo: presidente onorario della Fondazione Michelucci, professore emerito dell'Università degli Studi di Firenze, accademico delle arti del disegno dell'Accademia fiorentina e medaglia d'oro dei benemeriti della cultura, della scuola e dell'arte.
La sua attività professionale, legata alla cultura del Movimento Moderno, si svolse soprattutto nell'ambito della progettazione di edilizia residenziale pubblica e privata e di edilizia ospedaliera. Tra le opere realizzate che hanno riscosso notevole fortuna critica si ricordano: l'albergo dei Cavalieri a Pisa (1947), l'albergo Villa Lombardi a Fiumetto (1952-1960), l'albergo Settebello a Tonfano (1960), case per vacanze a Viareggio (1960), la sede ACI e albergo in viale Amendola a Firenze (1961), l'Istituto ortopedico toscano in viale Michelangelo a Firenze (1962-1980) e l'Ospedale Pediatrico Apuano di Monte Pepe a Massa (1968-1980), oltre le numerose case private unifamiliari progettate e realizzate sulla costa versiliese.
L'ultimo impegno professionale fu la preparazione del volume intitolato Il bel San Giovanni e Santa Maria del Fiore. Il centro religioso di Firenze dal tardo antico al Rinascimento, dedicato ad una approfondita analisi storico-urbanistica dell'area antistante il battistero fiorentino.